# Boddington-Bauxitmine
Die Boddington-Bauxitmine befindet sich in der Darling Range in Western Australia und wurde 1957 entdeckt. Seit den späten 1970er Jahren wird dort im Tagebau Bauxit abgebaut. Das Volumen des abgebauten Boddington-Bauxits am Mount Saddleback beträgt jährlich etwa 12 Millionen Tonnen. Der Abbau findet etwa 12 Kilometer von der Ortschaft Boddington entfernt statt. Betrieben wird es in einem Gemeinschaftsunternehmen von BHP Billiton (86 %), Japan Alumina Associates (Australia) (10 %), Sojitz Alumina (4 %).
Dieses Bergwerk zählte 2010 zu den fünf größten Bauxitbergwerken Australiens.

## Geologie
Das Bauxiterz überlagert den 135 bis 128 Millionen Jahre alten Bunbury basalt, der im Vulkanismus im Süden von Western Australia entstand. Seismische Untersuchungen unter dem Kontinent zwischen Perth und Bunbury belegen, dass Basalt in einem Tal bis an die Grenze des Kontinentalschelf floss. Das Bauxitvorkommen wird auf 400 Millionen Tonnen geschätzt.

## Abbau
Boddington-Bauxit kommt vor allem in einer 2 bis 12 Meter mächtigen harten Gesteinsschicht vor und wird durch Bohrungen mit anschließenden Sprengungen zertrümmert. Es wird mit Radladern aufgenommen und auf LKWs verladen. Das gewonnene Gestein wird in zwei Stufen formatiert, in einer ersten Stufe kleiner als 18 cm und in der zweiten Stufe kleiner als 3 cm, bevor das Bauxit zur weiteren Verarbeitung auf einem 51 Kilometer langen Förderband nach Worsley transportiert wird, um dort in der Worsley-Aluminiumoxidraffinerie zu Aluminiumoxid verarbeitet zu werden.
Nach der Bauxit-Gewinnung wird das Gebiet, entsprechend den Angaben der Betreiber, wieder mit 90 unterschiedlichen Pflanzen rekultiviert.